# Statistiche del campionato del mondo rally - prima sezione
Le statistiche del campionato del mondo rally presenti in questa sezione riguardano i piloti e i copiloti di rally che hanno partecipato al campionato del mondo rally dalla prima edizione valida per i costruttori, ovvero la stagione 1973, sino a tutto il campionato del mondo rally 2024. 
Fa eccezione la statistica riguardante il titolo piloti in quanto esso entrò a far parte del campionato mondiale soltanto nel 1979; nel 1977 e nel 1978 i conduttori venivano infatti insigniti della Coppa FIA piloti. 
Sono in ogni caso esclusi i risultati relativi alle prime tre edizioni del Campionato internazionale costruttori (1970-1972).

## Piloti

### Titoli vinti
| #  | Pilota           | Totale |
| -- | ---------------- | ------ |
| 1  | Sébastien Loeb   | 9      |
| 2  | Sébastien Ogier  | 8      |
| 3  | Juha Kankkunen   | 4      |
| 3  | Tommi Mäkinen    | 4      |
| 5  | Walter Röhrl     | 2      |
| 5  | Miki Biasion     | 2      |
| 5  | Carlos Sainz     | 2      |
| 5  | Marcus Grönholm  | 2      |
| 5  | Kalle Rovanperä  | 2      |
| 10 | Markku Alén      | 1      |
| 10 | Didier Auriol    | 1      |
| 10 | Stig Blomqvist   | 1      |
| 10 | Richard Burns    | 1      |
| 10 | Colin McRae      | 1      |
| 10 | Hannu Mikkola    | 1      |
| 10 | Sandro Munari    | 1      |
| 10 | Timo Salonen     | 1      |
| 10 | Petter Solberg   | 1      |
| 10 | Ott Tänak        | 1      |
| 10 | Ari Vatanen      | 1      |
| 10 | Björn Waldegård  | 1      |
| 10 | Thierry Neuville | 1      |

### Titoli vinti consecutivamente
| # | Pilota          | Totale | Dal–al    |
| - | --------------- | ------ | --------- |
| 1 | Sébastien Loeb  | 9      | 2004–2012 |
| 2 | Sébastien Ogier | 6      | 2013–2018 |
| 3 | Tommi Mäkinen   | 4      | 1996–1999 |
| 4 | Miki Biasion    | 2      | 1988–1989 |
| 4 | Juha Kankkunen  | 2      | 1986–1987 |
| 4 | Sébastien Ogier | 2      | 2020–2021 |
| 4 | Kalle Rovanperä | 2      | 2022-2023 |

### Gare vinte
| #  | Pilota             | Totale |
| -- | ------------------ | ------ |
| 1  | Sébastien Loeb     | 80     |
| 2  | Sébastien Ogier    | 61     |
| 3  | Marcus Grönholm    | 30     |
| 4  | Carlos Sainz       | 26     |
| 5  | Colin McRae        | 25     |
| 6  | Tommi Mäkinen      | 24     |
| 7  | Juha Kankkunen     | 23     |
| 8  | Thierry Neuville   | 21     |
| 8  | Ott Tänak          | 21     |
| 10 | Didier Auriol      | 20     |
| 11 | Markku Alén        | 19     |
| 12 | Jari-Matti Latvala | 18     |
| 12 | Hannu Mikkola      | 18     |
| 14 | Miki Biasion       | 17     |
| 15 | Björn Waldegård    | 16     |
| 16 | Mikko Hirvonen     | 15     |
| 16 | Kalle Rovanperä    | 15     |
| 18 | Walter Röhrl       | 14     |
| 19 | Petter Solberg     | 13     |
| 20 | Stig Blomqvist     | 11     |
| 20 | Timo Salonen       | 11     |

### Prove speciali vinte
| #  | Pilota             | Totale |
| -- | ------------------ | ------ |
| 1  | Sébastien Loeb     | 939    |
| 2  | Markku Alén        | 826    |
| 3  | Carlos Sainz       | 756    |
| 4  | Sébastien Ogier    | 743    |
| 5  | Juha Kankkunen     | 700    |
| 6  | Hannu Mikkola      | 654    |
| 7  | Ari Vatanen        | 590    |
| 8  | Didier Auriol      | 554    |
| 9  | Marcus Grönholm    | 542    |
| 10 | Jari-Matti Latvala | 539    |
| 11 | Stig Blomqvist     | 486    |
| 12 | Colin McRae        | 477    |
| 13 | Petter Solberg     | 457    |
| 14 | Walter Röhrl       | 439    |
| 15 | Thierry Neuville   | 410    |
| 16 | Ott Tänak          | 386    |
| 17 | Miki Biasion       | 373    |
| 18 | Tommi Mäkinen      | 362    |
| 19 | Björn Waldegård    | 290    |
| 20 | Richard Burns      | 277    |

### Podi conquistati
| #  | Pilota             | Totale |
| -- | ------------------ | ------ |
| 1  | Sébastien Loeb     | 120    |
| 2  | Sébastien Ogier    | 105    |
| 3  | Carlos Sainz       | 97     |
| 4  | Juha Kankkunen     | 75     |
| 5  | Mikko Hirvonen     | 69     |
| 5  | Thierry Neuville   | 69     |
| 7  | Jari-Matti Latvala | 67     |
| 8  | Marcus Grönholm    | 61     |
| 9  | Dani Sordo         | 58     |
| 10 | Markku Alén        | 56     |
| 11 | Didier Auriol      | 53     |
| 12 | Petter Solberg     | 52     |
| 12 | Ott Tänak          | 52     |
| 14 | Tommi Mäkinen      | 45     |
| 15 | Hannu Mikkola      | 44     |
| 16 | Colin McRae        | 42     |
| 17 | Miki Biasion       | 40     |
| 18 | Elfyn Evans        | 37     |
| 19 | Björn Waldegård    | 35     |
| 20 | Richard Burns      | 34     |

### Punti conquistati
| #  | Pilota             | Totale |
| -- | ------------------ | ------ |
| 1  | Sébastien Ogier    | 2958   |
| 2  | Thierry Neuville   | 2107   |
| 3  | Sébastien Loeb     | 1778   |
| 4  | Jari-Matti Latvala | 1685   |
| 5  | Ott Tänak          | 1682   |
| 6  | Dani Sordo         | 1413   |
| 7  | Elfyn Evans        | 1387   |
| 8  | Carlos Sainz       | 1242   |
| 9  | Mikko Hirvonen     | 1210   |
| 10 | Juha Kankkunen     | 1140   |
| 11 | Andreas Mikkelsen  | 896    |
| 12 | Kalle Rovanperä    | 863    |
| 13 | Petter Solberg     | 853    |
| 14 | Markku Alén        | 840    |
| 15 | Mads Østberg       | 815    |
| 16 | Miki Biasion       | 768    |
| 17 | Didier Auriol      | 747    |
| 18 | Hannu Mikkola      | 655    |
| 19 | Colin McRae        | 626    |
| 20 | Marcus Grönholm    | 615    |

### Gare disputate
| #  | Pilota             | Totale |
| -- | ------------------ | ------ |
| 1  | Jari-Matti Latvala | 211    |
| 2  | Carlos Sainz       | 196    |
| 3  | Dani Sordo         | 192    |
| 3  | Sébastien Ogier    | 192    |
| 5  | Petter Solberg     | 190    |
| 6  | Sébastien Loeb     | 184    |
| 7  | Thierry Neuville   | 168    |
| 8  | Mikko Hirvonen     | 163    |
| 9  | Juha Kankkunen     | 162    |
| 9  | Ott Tänak          | 162    |
| 11 | Marcus Grönholm    | 153    |
| 11 | Didier Auriol      | 153    |
| 13 | Colin McRae        | 146    |
| 14 | Elfyn Evans        | 144    |
| 15 | Martin Prokop      | 142    |
| 16 | Tommi Mäkinen      | 139    |
| 16 | Mads Østberg       | 139    |
| 18 | Kenneth Eriksson   | 138    |
| 19 | Andreas Mikkelsen  | 137    |
| 20 | Henning Solberg    | 133    |

### Ritiri
| #  | Pilota            | Totale |
| -- | ----------------- | ------ |
| 1  | Hannu Mikkola     | 61     |
| 2  | Colin McRae       | 60     |
| 3  | Tommi Mäkinen     | 56     |
| 4  | Didier Auriol     | 55     |
| 5  | Ari Vatanen       | 54     |
| 6  | Marcus Grönholm   | 53     |
| 7  | Kenneth Eriksson  | 49     |
| 7  | Armin Schwarz     | 49     |
| 9  | Petter Solberg    | 47     |
| 10 | Carlos Sainz      | 46     |
| 11 | Stig Blomqvist    | 43     |
| 11 | Juha Kankkunen    | 43     |
| 13 | Markku Alén       | 42     |
| 14 | Toni Gardemeister | 40     |
| 15 | Timo Salonen      | 39     |
| 16 | François Delecour | 37     |
| 17 | Manfred Stohl     | 36     |
| 17 | Kris Meeke        | 36     |
| 18 | François Duval    | 35     |
| 20 | Per Eklund        | 34     |
| 20 | Björn Waldegård   | 34     |

### Percentuale di vittorie su gare disputate
| #  | Pilota           | %      | Vinte | Disputate |
| -- | ---------------- | ------ | ----- | --------- |
| 1  | Sébastien Loeb   | 43,48% | 80    | 184       |
| 2  | Sébastien Ogier  | 31,77% | 61    | 192       |
| 3  | Joginder Singh   | 25,00% | 2     | 8         |
| 4  | Miki Biasion     | 21,79% | 17    | 78        |
| 5  | Kalle Rovanperä  | 20,83% | 15    | 72        |
| 6  | Marcus Grönholm  | 19,61% | 30    | 153       |
| 7  | Sandro Munari    | 19,44% | 7     | 36        |
| 8  | Walter Röhrl     | 18,67% | 14    | 75        |
| 9  | Bernard Darniche | 18,42% | 7     | 38        |
| 10 | Tommi Mäkinen    | 17,14% | 24    | 139       |
| 11 | Colin McRae      | 17,12% | 25    | 146       |
| 12 | Björn Waldegård  | 16,84% | 16    | 95        |
| 13 | Walter Boyce     | 16,67% | 1     | 6         |
| 13 | Antonio Fassina  | 16,67% | 1     | 6         |
| 15 | Markku Alén      | 14,73% | 19    | 129       |
| 16 | Hannu Mikkola    | 14,63% | 18    | 123       |
| 17 | Juha Kankkunen   | 14,20% | 23    | 162       |
| 18 | Carlos Sainz     | 13,27% | 26    | 196       |
| 19 | Didier Auriol    | 12,99% | 20    | 152       |
| 20 | Ott Tänak        | 12,96% | 21    | 162       |

### Percentuale di podi su gare disputate
| #  | Pilota           | %       | Podi | Gare disputate |
| -- | ---------------- | ------- | ---- | -------------- |
| 1  | Carlos Reutemann | 100,00% | 2    | 2              |
| 2  | Sébastien Loeb   | 65,22%  | 120  | 184            |
| 3  | Sébastien Ogier  | 54,69%  | 105  | 192            |
| 4  | Miki Biasion     | 51,28%  | 40   | 78             |
| 5  | Giulio Bisulli   | 50,00%  | 1    | 2              |
| 5  | Bernard Consten  | 50,00%  | 1    | 2              |
| 5  | Antonio Fassina  | 50,00%  | 3    | 6              |
| 5  | Michael Koumas   | 50,00%  | 1    | 2              |
| 5  | Wilfried Wiedner | 50,00%  | 1    | 2              |
| 10 | Carlos Sainz     | 49,49%  | 97   | 196            |
| 11 | Juha Kankkunen   | 46,30%  | 75   | 162            |
| 12 | Patrick Tauziac  | 44,44%  | 4    | 9              |
| 13 | Markku Alén      | 43,41%  | 56   | 129            |
| 14 | Mikko Hirvonen   | 42,33%  | 69   | 163            |
| 15 | Walter Röhrl     | 41,33%  | 31   | 75             |
| 16 | Thierry Neuville | 41,07%  | 69   | 168            |
| 17 | Domingo De Vitta | 40,00%  | 2    | 5              |
| 18 | Marcus Grönholm  | 39,87%  | 61   | 153            |
| 19 | Sandro Munari    | 38,89%  | 14   | 36             |
| 20 | Björn Waldegård  | 36,84%  | 35   | 95             |

### Gare vinte consecutivamente
| # | Pilota          | Totale | da                 | a                  |
| - | --------------- | ------ | ------------------ | ------------------ |
| 1 | Sébastien Loeb  | 6      | Nuova Zelanda 2005 | Argentina 2005     |
| 1 | Sébastien Loeb  | 6      | Gran Bretagna 2008 | Argentina 2009     |
| 3 | Sébastien Loeb  | 5      | Messico 2006       | Sardegna 2006      |
| 3 | Sébastien Loeb  | 5      | Finlandia 2008     | Tour de Corse 2008 |
| 3 | Sébastien Loeb  | 5      | Argentina 2012     | Germania 2012      |
| 3 | Sébastien Ogier | 5      | Australia 2013     | Monte Carlo 2014   |
| 3 | Sébastien Ogier | 5      | Catalogna 2014     | Messico 2015       |
| 8 | Timo Salonen    | 4      | Acropoli 1985      | Finlandia 1985     |
| 8 | Mikko Hirvonen  | 4      | Acropoli 2009      | Australia 2009     |
| 8 | Sébastien Ogier | 4      | Germania 2016      | Gran Bretagna 2016 |

### Podi consecutivi
| # | Pilota          | Totale | da                 | a                  |
| - | --------------- | ------ | ------------------ | ------------------ |
| 1 | Sébastien Loeb  | 15     | Sardegna 2008      | Argentina 2009     |
| 2 | Sébastien Loeb  | 13     | Finlandia 2009     | Germania 2010      |
| 3 | Sébastien Loeb  | 12     | Nuova Zelanda 2005 | Catalogna 2005     |
| 3 | Sébastien Loeb  | 12     | Monte Carlo 2006   | Cipro 2006         |
| 5 | Sébastien Ogier | 9      | Germania 2016      | Tour de Corse 2017 |
| 6 | Mikko Hirvonen  | 8      | Sardegna 2009      | Svezia 2010        |
| 6 | Sébastien Loeb  | 8      | Messico 2011       | Germania 2011      |
| 8 | Carlos Sainz    | 7      | Tour de Corse 1990 | Sanremo 1990       |
| 8 | Sébastien Loeb  | 7      | Argentina 2012     | Alsazia 2012       |
| 8 | Sébastien Ogier | 7      | Gran Bretagna 2015 | Sardegna 2016      |

### Gare consecutive a punti
| # | Pilota             | Totale | da                 | a                  |
| - | ------------------ | ------ | ------------------ | ------------------ |
| 1 | Sébastien Loeb     | 28     | Sardegna 2008      | Australia 2011     |
| 2 | Sébastien Ogier    | 24     | Sardegna 2018      | Estonia 2020       |
| 3 | Mads Østberg       | 23     | Finlandia 2012     | Portogallo 2014    |
| 4 | Elfyn Evans        | 22     | Gran Bretagna 2019 | Monte Carlo 2022   |
| 4 | Marcus Grönholm    | 22     | Acropoli 2006      | Tour de Corse 2007 |
| 4 | Mikko Hirvonen     | 22     | Giappone 2007      | Portogallo 2009    |
| 7 | Sébastien Ogier    | 21     | Monte Carlo 2013   | Finlandia 2014     |
| 7 | Thierry Neuville   | 21     | Catalogna 2021     | Sardegna 2023      |
| 9 | Jari-Matti Latvala | 20     | Svezia 2013        | Finlandia 2014     |
| 9 | Takamoto Katsuta   | 20     | Croazia 2023       | Acropoli 2024      |

### Vittorie nella stessa stagione
| #  | Pilota          | Totale | Stagione |
| -- | --------------- | ------ | -------- |
| 1  | Sébastien Loeb  | 11     | 2008     |
| 2  | Sébastien Loeb  | 10     | 2005     |
| 3  | Sébastien Loeb  | 9      | 2012     |
| 3  | Sébastien Ogier | 9      | 2013     |
| 5  | Sébastien Loeb  | 8      | 2006     |
| 5  | Sébastien Loeb  | 8      | 2007     |
| 5  | Sébastien Loeb  | 8      | 2010     |
| 5  | Sébastien Ogier | 8      | 2014     |
| 5  | Sébastien Ogier | 8      | 2015     |
| 10 | Marcus Grönholm | 7      | 2006     |
| 10 | Sébastien Loeb  | 7      | 2009     |

### Percentuale di vittorie nella stessa stagione
| # | Pilota          | % vittorie | Stagione |
| - | --------------- | ---------- | -------- |
| 1 | Sébastien Loeb  | 73,3%      | 2008     |
| 2 | Sébastien Loeb  | 69,2%      | 2012     |
| 2 | Sébastien Ogier | 69,2%      | 2013     |
| 3 | Sébastien Loeb  | 62,5%      | 2005     |
| 4 | Sébastien Loeb  | 61,5%      | 2010     |
| 4 | Sébastien Ogier | 61,5%      | 2014     |
| 4 | Sébastien Ogier | 61,5%      | 2015     |
| 7 | Sébastien Loeb  | 58,3%      | 2009     |
| 8 | Tommi Mäkinen   | 55,6%      | 1996     |
| 9 | Sébastien Loeb  | 50,0%      | 2006     |
| 9 | Sébastien Loeb  | 50,0%      | 2007     |

### Vittorie nello stesso rally
| # | Pilota          | Totale | Rally                |
| - | --------------- | ------ | -------------------- |
| 1 | Sébastien Loeb  | 9      | Rally di Catalogna   |
| 1 | Sébastien Loeb  | 9      | Rally di Germania    |
| 3 | Sébastien Loeb  | 8      | Rally d'Argentina    |
| 3 | Sébastien Loeb  | 8      | Rally di Monte Carlo |
| 3 | Sébastien Ogier | 8      | Rally di Monte Carlo |
| 5 | Marcus Grönholm | 7      | Rally di Finlandia   |
| 5 | Sébastien Ogier | 7      | Rally del Messico    |
| 7 | Markku Alén     | 6      | Rally di Finlandia   |
| 7 | Didier Auriol   | 6      | Tour de Corse        |
| 7 | Sébastien Loeb  | 6      | Rally del Messico    |
| 7 | Sébastien Ogier | 6      | Rally del Portogallo |

### Vittorie in rally differenti
| # | Pilota             | Nº rally |
| - | ------------------ | -------- |
| 1 | Sébastien Loeb     | 23       |
| 2 | Sébastien Ogier    | 20       |
| 3 | Thierry Neuville   | 14       |
| 4 | Carlos Sainz       | 13       |
| 4 | Ott Tänak          | 13       |
| 6 | Marcus Grönholm    | 12       |
| 6 | Jari-Matti Latvala | 12       |
| 8 | Mikko Hirvonen     | 11       |
| 8 | Juha Kankkunen     | 11       |
| 8 | Colin McRae        | 11       |

### Dominio totale in un evento
Vincitore di tutte le prove speciali
| # | Pilota         | Evento             | Nº prove |
| - | -------------- | ------------------ | -------- |
| 1 | Sébastien Loeb | Tour de Corse 2005 | 12       |

In testa dall'inizio alla fine
| #  | Pilota             | Nº volte |
| -- | ------------------ | -------- |
| 1  | Sébastien Loeb     | 19       |
| 2  | Sébastien Ogier    | 9        |
| 3  | Marcus Grönholm    | 6        |
| 4  | Markku Alén        | 3        |
| 4  | Didier Auriol      | 3        |
| 4  | Mikko Hirvonen     | 3        |
| 4  | Juha Kankkunen     | 3        |
| 4  | Colin McRae        | 3        |
| 4  | Petter Solberg     | 3        |
| 10 | Miki Biasion       | 2        |
| 10 | Jari-Matti Latvala | 2        |
| 10 | Hannu Mikkola      | 2        |
| 10 | Sandro Munari      | 2        |
| 10 | Gilles Panizzi     | 2        |
| 10 | Carlos Sainz       | 2        |
| 10 | Jean-Luc Thérier   | 2        |

### Gare disputate nello stesso rally
| #  | Pilota               | Totale | Rally                     |
| -- | -------------------- | ------ | ------------------------- |
| 1  | Jean-Pierre Manzagol | 29     | Tour de Corse             |
| 2  | Stig Blomqvist       | 28     | Rally di Svezia           |
| 2  | Fabrizio De Sanctis  | 28     | Rally di Finlandia        |
| 2  | Marc Dessi           | 28     | Rally di Monte Carlo      |
| 5  | Gavin Cox            | 25     | Rally di Gran Bretagna    |
| 5  | Juhani Lansikorpi    | 25     | Rally di Finlandia        |
| 5  | Joakim Roman         | 25     | Rally di Svezia           |
| 8  | Malcolm Stewart      | 24     | Rally della Nuova Zelanda |
| 9  | Olivier Burri        | 23     | Rally di Monte Carlo      |
| 10 | Markku Alén          | 22     | Rally di Finlandia        |
| 10 | Tony Jardine         | 22     | Rally di Gran Bretagna    |
| 10 | Mats Jonsson         | 22     | Rally di Svezia           |
| 10 | Juha Kankkunen       | 22     | Rally di Finlandia        |
| 10 | Sebastian Lindholm   | 22     | Rally di Finlandia        |

### Maggior tempo tra una vittoria e la successiva
| #  | Pilota           | Totale            | da                       | a                  |
| -- | ---------------- | ----------------- | ------------------------ | ------------------ |
| 1  | Esapekka Lappi   | 6 anni 204 giorni | Finlandia 2017           | Svezia 2024        |
| 2  | Shekhar Mehta    | 5 anni 359 giorni | Safari 1973              | Safari 1979        |
| 2  | Jean-Luc Thérier | 5 anni 359 giorni | Press-on-Regardless 1974 | Tour de Corse 1980 |
| 4  | Dani Sordo       | 5 anni 296 giorni | Germania 2013            | Sardegna 2019      |
| 5  | Sébastien Loeb   | 5 anni 178 giorni | Argentina 2013           | Catalogna 2018     |
| 6  | Juha Kankkunen   | 5 anni 83 giorni  | Portogallo 1994          | Argentina 1999     |
| 7  | Henri Toivonen   | 5 anni 10 giorni  | Gran Bretagna 1980       | Gran Bretagna 1985 |
| 8  | Stig Blomqvist   | 3 anni 362 giorni | Svezia 1973              | Svezia 1977        |
| 9  | Kenneth Eriksson | 3 anni 360 giorni | Svezia 1991              | Svezia 1995        |
| 10 | Bjorn Waldegard  | 3 anni 202 giorni | Costa d'Avorio 1986      | Safari 1990        |

### Più giovani vincitori del titolo mondiale[2]
| #  | Pilota          | Età                  | Stagione |
| -- | --------------- | -------------------- | -------- |
| 1  | Kalle Rovanperä | 22 anni e 1 giorno   | 2022     |
| 2  | Colin McRae     | 27 anni e 109 giorni | 1995     |
| 3  | Juha Kankkunen  | 27 anni e 249 giorni | 1986     |
| 4  | Carlos Sainz    | 28 anni e 189 giorni | 1990     |
| 5  | Petter Solberg  | 28 anni e 356 giorni | 2003     |
| 6  | Ari Vatanen     | 29 anni e 212 giorni | 1981     |
| 7  | Sébastien Ogier | 29 anni e 294 giorni | 2013     |
| 8  | Sébastien Loeb  | 30 anni e 220 giorni | 2004     |
| 9  | Miki Biasion    | 30 anni e 280 giorni | 1988     |
| 10 | Richard Burns   | 30 anni e 312 giorni | 2001     |

### Più anziani vincitori del titolo mondiale
| #  | Pilota           | Età                  | Stagione |
| -- | ---------------- | -------------------- | -------- |
| 1  | Hannu Mikkola    | 41 anni e 183 giorni | 1983     |
| 2  | Sébastien Loeb   | 38 anni e 224 giorni | 2012     |
| 3  | Stig Blomqvist   | 38 anni e 99 giorni  | 1984     |
| 4  | Sébastien Ogier  | 37 anni e 339 giorni | 2021     |
| 5  | Thierry Neuville | 36 anni e 161 giorni | 2024     |
| 6  | Didier Auriol    | 36 anni e 97 giorni  | 1994     |
| 7  | Björn Waldegård  | 36 anni e 32 giorni  | 1979     |
| 8  | Walter Röhrl     | 35 anni e 238 giorni | 1982     |
| 9  | Tommi Mäkinen    | 35 anni e 133 giorni | 1999     |
| 10 | Juha Kankkunen   | 34 anni e 239 giorni | 1993     |

### Più giovani vincitori di una gara mondiale
| #  | Pilota             | Età                  | Rally                          |
| -- | ------------------ | -------------------- | ------------------------------ |
| 1  | Kalle Rovanperä    | 20 anni e 289 giorni | Rally d'Estonia 2021           |
| 2  | Jari-Matti Latvala | 22 anni e 313 giorni | Rally di Svezia 2008           |
| 3  | Henri Toivonen     | 24 anni e 86 giorni  | Rally di Gran Bretagna 1980    |
| 4  | Markku Alén        | 24 anni e 156 giorni | Rally del Portogallo 1975      |
| 5  | Mads Østberg       | 24 anni e 176 giorni | Rally del Portogallo 2012      |
| 6  | François Duval     | 24 anni e 359 giorni | Rally d'Australia 2005         |
| 7  | Colin McRae        | 25 anni e 2 giorni   | Rally della Nuova Zelanda 1993 |
| 8  | Timo Salonen       | 25 anni e 345 giorni | Critérium du Québec 1977       |
| 9  | Juha Kankkunen     | 26 anni e 6 giorni   | Safari Rally 1985              |
| 10 | Thierry Neuville   | 26 anni e 68 giorni  | Rally di Germania 2014         |

### Più anziani vincitori di una gara mondiale
| #  | Pilota            | Età                  | Rally                           |
| -- | ----------------- | -------------------- | ------------------------------- |
| 1  | Sébastien Loeb    | 47 anni e 331 giorni | Rally di Monte Carlo 2022       |
| 2  | Björn Waldegård   | 46 anni e 155 giorni | Safari Rally 1990               |
| 3  | Hannu Mikkola     | 44 anni e 331 giorni | Safari Rally 1987               |
| 4  | Pentti Airikkala  | 44 anni e 80 giorni  | Rally di Gran Bretagna 1989     |
| 5  | Jogider Singh     | 44 anni e 70 giorni  | Safari Rally 1976               |
| 6  | Kenjirō Shinozuka | 44 anni e 13 giorni  | Rally della Costa d'Avorio 1992 |
| 7  | Didier Auriol     | 42 anni e 219 giorni | Rally di Catalogna 2001         |
| 8  | Ingvar Carlsson   | 42 anni e 107 giorni | Rally della Nuova Zelanda 1989  |
| 9  | Carlos Sainz      | 42 anni e 98 giorni  | Rally d'Argentina 2004          |
| 10 | Kenneth Eriksson  | 41 anni e 83 giorni  | Rally della Nuova Zelanda 1997  |

### Gare vinte con copiloti differenti
| # | Pilota              | Nº copiloti | Copiloti                                                               |
| - | ------------------- | ----------- | ---------------------------------------------------------------------- |
| 1 | Juha Kankkunen      | 5           | Fred Gallagher, Denis Giraudet, Nicky Grist, Juha Piironen e Juha Repo |
| 2 | Hannu Mikkola       | 4           | Atso Aho, John Davenport, Arne Hertz e Jean Todt                       |
| 2 | Jean-Pierre Nicolas | 4           | Michel Gamet, Vincent Laverne, Jean-Claude Lefèbvre e Michel Vial      |
| 4 | Stig Blomqvist      | 3           | Björn Cederberg, Arne Hertz e Hans Sylvan                              |
| 4 | Tommi Mäkinen       | 3           | Seppo Harjanne, Kaj Lindström e Risto Mannisenmäki                     |
| 4 | Jean-Luc Thérier    | 3           | Christian Delferrier, Jacques Jaubert e Michel Vial                    |
| 4 | Henri Toivonen      | 3           | Sergio Cresto, Paul White e Neil Wilson                                |
| 4 | Sébastien Ogier     | 3           | Julien Ingrassia, Benjamin Veillas e Vincent Landais                   |
| 9 | Jean-Claude Andruet | 2           | Christian Delferrier e Michèle Petit                                   |
| 9 | Didier Auriol       | 2           | Denis Giraudet e Bernard Occelli                                       |
| 9 | Miki Biasion        | 2           | Carlo Cassina e Tiziano Siviero                                        |
| 9 | Kenneth Eriksson    | 2           | Peter Diekmann e Staffan Parmander                                     |
| 9 | Elfyn Evans         | 2           | Daniel Barritt e Scott Martin                                          |
| 9 | Sébastien Loeb      | 2           | Daniel Elena e Isabelle Galmiche                                       |
| 9 | Colin McRae         | 2           | Nicky Grist e Derek Ringer                                             |
| 9 | Shekhar Mehta       | 2           | Mike Doughty e Lofty Drews                                             |
| 9 | Andreas Mikkelsen   | 2           | Anders Jæger e Ola Fløene                                              |
| 9 | Sandro Munari       | 2           | Silvio Maiga e Mario Mannucci                                          |
| 9 | Thierry Neuville    | 2           | Nicolas Gilsoul e Martijn Wydaeghe                                     |
| 9 | Jean Ragnotti       | 2           | Jean-Marc Andrié e Gilles Thimonier                                    |
| 9 | Walter Röhrl        | 2           | Jochen Berger e Christian Geistdorfer                                  |
| 9 | Carlos Sainz        | 2           | Marc Martí e Luis Moya                                                 |
| 9 | Timo Salonen        | 2           | Seppo Harjanne e Jaakko Markkula                                       |
| 9 | Ari Vatanen         | 2           | Terry Harryman e David Richards                                        |
| 9 | Björn Waldegård     | 2           | Fred Gallagher e Hans Thorszelius                                      |

### Podi conquistati con copiloti differenti
| # | Pilota              | Nº copiloti | Copiloti                                                                                  |
| - | ------------------- | ----------- | ----------------------------------------------------------------------------------------- |
| 1 | Per Eklund          | 6           | Rolf Carlsson, Björn Cederberg, Bo Reinicke, Ragnar Spjuth, Hans Sylvan e David Whittock  |
| 1 | Ari Vatanen         | 6           | Bruno Berglund, Fred Gallagher, Terry Harryman, Fabrizia Pons, David Richards e Jim Scott |
| 3 | Stig Blomqvist      | 5           | Bruno Berglund, Björn Cederberg, Arne Hertz, Benny Melander e Hans Sylvan                 |
| 3 | Juha Kankkunen      | 5           | Fred Gallagher, Denis Giraudet, Nicky Grist, Juha Piironen e Juha Repo                    |
| 3 | Shekhar Mehta       | 5           | Rob Combes, Mike Doughty, Lofty Drews, Henry Liddon e Yvonne Mehta                        |
| 3 | Jean-Pierre Nicolas | 5           | Michel Gamet, Vincent Laverne, Jean-Claude Lefèbvre, Geraint Phillips e Michel Vial       |
| 3 | Timo Salonen        | 5           | Seppo Harjanne, Jaakko Markkula, Erkki Nyman, Stuart Pegg e Voitto Silander               |
| 3 | Armin Schwarz       | 5           | Denis Giraudet, Nicky Grist, Arne Hertz, Manfred Hiemer e Klaus Wicha                     |
| 3 | Dani Sordo          | 5           | Cándido Carrera, Carlos del Barrio, Marc Martí, Borja Rozada e Diego Vallejo              |
| 3 | Henri Toivonen      | 5           | Sergio Cresto, Fred Gallagher, Juha Piironen, Paul White e Neil Wilson                    |

### Gare vinte con lo stesso costruttore
| #  | Pilota           | Nº vittorie | Costruttore |
| -- | ---------------- | ----------- | ----------- |
| 1  | Sébastien Loeb   | 79          | Citroën     |
| 2  | Sébastien Ogier  | 31          | Volkswagen  |
| 3  | Tommi Mäkinen    | 22          | Mitsubishi  |
| 4  | Thierry Neuville | 21          | Hyundai     |
| 5  | Marcus Grönholm  | 18          | Peugeot     |
| 6  | Miki Biasion     | 16          | Lancia      |
| 6  | Colin McRae      | 16          | Subaru      |
| 8  | Carlos Sainz     | 15          | Toyota      |
| 8  | Kalle Rovanperä  | 15          | Toyota      |
| 10 | Mikko Hirvonen   | 14          | Ford        |
| 10 | Sébastien Ogier  | 14          | Toyota      |

### Gare vinte con costruttori differenti
| # | Pilota              | Nº costruttori | Costruttori                                 |
| - | ------------------- | -------------- | ------------------------------------------- |
| 1 | Hannu Mikkola       | 5              | Audi, Ford, Mercedes-Benz, Peugeot e Toyota |
| 2 | Didier Auriol       | 4              | Ford, Lancia, Peugeot e Toyota              |
| 2 | Juha Kankkunen      | 4              | Lancia, Peugeot, Subaru e Toyota            |
| 2 | Sébastien Ogier     | 4              | Citroën, Ford, Toyota e Volkswagen          |
| 2 | Walter Röhrl        | 4              | Audi, FIAT, Lancia e Opel                   |
| 2 | Carlos Sainz        | 4              | Citroën, Ford, Subaru e Toyota              |
| 2 | Timo Salonen        | 4              | Datsun, FIAT, Mazda e Peugeot               |
| 2 | Björn Waldegård     | 4              | Ford, Lancia, Mercedes-Benz e Toyota        |
| 8 | Jean-Claude Andruet | 3              | Alpine-Renault, FIAT e Lancia               |
| 8 | Bernard Darniche    | 3              | Alpine-Renault, FIAT e Lancia               |
| 8 | Kenneth Eriksson    | 3              | Mitsubishi, Subaru e Volkswagen             |
| 8 | Jari-Matti Latvala  | 3              | Ford, Toyota e Volkswagen                   |
| 8 | Tommi Mäkinen       | 3              | Ford, Mitsubishi e Subaru                   |
| 8 | Jean-Pierre Nicolas | 3              | Alpine-Renault, Peugeot e Porsche           |
| 8 | Ott Tänak           | 3              | Ford, Hyundai e Toyota                      |
| 8 | Jean-Luc Thérier    | 3              | Alpine-Renault, Porsche e Renault           |
| 8 | Ari Vatanen         | 3              | Ford, Opel e Peugeot                        |

## Copiloti
Il monegasco Daniel Elena è stato al fianco di Sébastien Loeb in 79 delle sue 80 vittorie nel mondiale WRC, pertanto è il copilota che ha conquistato il maggior numero di successi. In occasione del Rally di Sardegna 2018 il finlandese Miikka Anttila, storico copilota di Jari-Matti Latvala, divenne la prima persona ad aver raggiunto le 200 partecipazioni in gare del mondiale rally.

### Gare vinte
| #  | Copilota              | Totale |
| -- | --------------------- | ------ |
| 1  | Daniel Elena          | 79     |
| 2  | Julien Ingrassia      | 54     |
| 3  | Timo Rautiainen       | 30     |
| 4  | Luis Moya             | 24     |
| 5  | Nicky Grist           | 21     |
| 5  | Martin Järveoja       | 21     |
| 7  | Seppo Harjanne        | 20     |
| 8  | Ilkka Kivimäki        | 19     |
| 9  | Miikka Anttila        | 18     |
| 9  | Arne Hertz            | 18     |
| 11 | Bernard Occelli       | 16     |
| 11 | Tiziano Siviero       | 16     |
| 13 | Jarmo Lehtinen        | 15     |
| 13 | Jonne Halttunen       | 15     |
| 15 | Juha Piironen         | 14     |
| 16 | Christian Geistdorfer | 13     |
| 16 | Nicolas Gilsoul       | 13     |
| 16 | Risto Mannisenmäki    | 13     |
| 16 | Phil Mills            | 13     |
| 16 | Hans Thorszelius      | 13     |

### Podi conquistati
| #  | Copilota              | Totale |
| -- | --------------------- | ------ |
| 1  | Daniel Elena          | 119    |
| 2  | Julien Ingrassia      | 91     |
| 3  | Luis Moya             | 83     |
| 4  | Jarmo Lehtinen        | 71     |
| 5  | Miikka Anttila        | 67     |
| 5  | Timo Rautiainen       | 61     |
| 7  | Ilkka Kivimäki        | 54     |
| 8  | Marc Martí            | 48     |
| 8  | Martin Järveoja       | 48     |
| 10 | Arne Hertz            | 45     |
| 11 | Nicolas Gilsoul       | 43     |
| 11 | Nicky Grist           | 43     |
| 13 | Phil Mills            | 40     |
| 13 | Juha Piironen         | 40     |
| 15 | Tiziano Siviero       | 39     |
| 16 | Seppo Harjanne        | 35     |
| 17 | Bernard Occelli       | 34     |
| 17 | Robert Reid           | 34     |
| 19 | Scott Martin          | 32     |
| 20 | Christian Geistdorfer | 30     |

### Gare disputate
| #  | Copilota             | Totale |
| -- | -------------------- | ------ |
| 1  | Miikka Anttila       | 220    |
| 2  | Marc Martí           | 212    |
| 3  | Jonas Andersson      | 197    |
| 4  | Denis Giraudet       | 189    |
| 4  | Scott Martin         | 189    |
| 6  | Jarmo Lehtinen       | 182    |
| 7  | Daniel Elena         | 181    |
| 7  | Stéphane Prévot      | 180    |
| 9  | Julien Ingrassia     | 168    |
| 10 | Phil Mills           | 164    |
| 11 | Luis Moya            | 161    |
| 12 | Arne Hertz           | 148    |
| 13 | Timo Rautiainen      | 145    |
| 14 | Chris Patterson      | 144    |
| 15 | Michael Orr          | 143    |
| 16 | Ilka Minor           | 140    |
| 17 | Daniel Barritt       | 137    |
| 18 | Giovanni Bernacchini | 136    |
| 19 | Maciej Szczepaniak   | 132    |
| 20 | Nicky Grist          | 128    |

### Gare disputate nello stesso rally
| # | Pilota                | Totale | Rally                  |
| - | --------------------- | ------ | ---------------------- |
| 1 | Timo Hantunen         | 36     | Rally di Finlandia     |
| 2 | Marc Martí            | 25     | Rally di Catalogna     |
| 3 | Seppo Harjanne        | 22     | Rally di Finlandia     |
| 4 | Denis Giraudet        | 21     | Rally di Monte Carlo   |
| 4 | Ian Grindrod          | 21     | Rally di Gran Bretagna |
| 4 | Ilkka Kivimäki        | 21     | Rally di Finlandia     |
| 4 | Risto Pietiläinen     | 21     | Rally di Finlandia     |
| 8 | Miikka Anttila        | 20     | Rally di Finlandia     |
| 8 | Lars Bäckman          | 20     | Rally di Svezia        |
| 8 | Carlos del Barrio     | 20     | Rally di Catalogna     |
| 8 | Pekka Leppälä         | 20     | Rally di Finlandia     |
| 8 | Konstantinos Stefanis | 20     | Rally dell'Acropoli    |

### Gare vinte con piloti differenti
| # | Copilota             | Nº piloti | Piloti                                                       |
| - | -------------------- | --------- | ------------------------------------------------------------ |
| 1 | Arne Hertz           | 4         | Ove Andersson, Stig Blomqvist, Hannu Mikkola e Armin Schwarz |
| 2 | Jean Todt            | 3         | Guy Fréquelin, Hannu Mikkola e Achim Warmbold                |
| 3 | Björn Cederberg      | 2         | Stig Blomqvist e Per Eklund                                  |
| 3 | Christian Delferrier | 2         | Jean-Claude Andruet e Jean-Luc Thérier                       |
| 3 | Fred Gallagher       | 2         | Juha Kankkunen e Björn Waldegård                             |
| 3 | Denis Giraudet       | 2         | Didier Auriol e Juha Kankkunen                               |
| 3 | Nicky Grist          | 2         | Juha Kankkunen e Colin McRae                                 |
| 3 | Seppo Harjanne       | 2         | Tommi Mäkinen e Timo Salonen                                 |
| 3 | Marc Martí           | 2         | Jesús Puras e Carlos Sainz                                   |
| 3 | Fabrizia Pons        | 2         | Piero Liatti e Michèle Mouton                                |
| 3 | Gilles Thimonier     | 2         | Alain Oreille e Jean Ragnotti                                |
| 3 | Michel Vial          | 2         | Jean-Pierre Nicolas e Jean-Luc Thérier                       |

### Podi conquistati con piloti differenti
| # | Copilota           | Nº piloti | Piloti |
| - | ------------------ | --------- | --- |
| 1 | Denis Giraudet     | 7         | Didier Auriol, Philippe Bugalski, François Chatriot, Juha Kankkunen, Evgenij Novikov, Thomas Rådström e Armin Schwarz |
| 2 | Fred Gallagher     | 5         | Juha Kankkunen, Thomas Rådström, Henri Toivonen, Ari Vatanen e Björn Waldegård                                        |
| 2 | Jean Todt          | 5         | Ove Andersson, Guy Fréquelin, Timo Mäkinen, Hannu Mikkola e Achim Warmbold                                            |
| 4 | Atso Aho           | 4         | Markku Alén, Leo Kinnunen, Simo Lampinen e Hannu Mikkola                                                              |
| 4 | Arne Hertz         | 4         | Ove Andersson, Stig Blomqvist, Hannu Mikkola e Armin Schwarz                                                          |
| 4 | Benny Melander     | 4         | Stig Blomqvist, Ingvar Carlsson, Kalle Grundel e Lars-Erik Torph                                                      |
| 7 | Bruno Berglund     | 3         | Stig Blomqvist, Anders Kulläng e Ari Vatanen                                                                          |
| 7 | Claes Billstam     | 3         | Mikael Ericsson, Harry Källström e Björn Waldegård                                                                    |
| 7 | Lofty Drews        | 3         | Rauno Aaltonen, Shekhar Mehta e Sandro Munari                                                                         |
| 7 | Ian Grindrod       | 3         | Jimmy McRae, Tony Pond e Malcolm Wilson                                                                               |
| 7 | Nicky Grist        | 3         | Juha Kankkunen, Colin McRae e Armin Schwarz                                                                           |
| 7 | Henry Liddon       | 3         | Ove Andersson, Timo Mäkinen e Shekhar Mehta                                                                           |
| 7 | Marc Martí         | 3         | Jesús Puras, Carlos Sainz e Dani Sordo                                                                                |
| 7 | Ilka Minor         | 3         | Evgenij Novikov, Henning Solberg e Manfred Stohl                                                                      |
| 7 | Juha Piironen      | 3         | Pentti Airikkala, Juha Kankkunen e Henri Toivonen                                                                     |
| 7 | Fabrizia Pons      | 3         | Piero Liatti, Michèle Mouton e Ari Vatanen                                                                            |
| 7 | Stéphane Prévot    | 3         | Chris Atkinson, François Duval e Bruno Thiry                                                                          |
| 7 | Francesco Rossetti | 3         | Fulvio Bacchelli, Giulio Bisulli e Maurizio Verini                                                                    |

## Equipaggi

### Gare vinte
| #  | Equipaggio                           | Totale |
| -- | ------------------------------------ | ------ |
| 1  | Sébastien Loeb / Daniel Elena        | 79     |
| 2  | Sébastien Ogier / Julien Ingrassia   | 54     |
| 3  | Marcus Grönholm / Timo Rautiainen    | 30     |
| 4  | Carlos Sainz / Luis Moya             | 24     |
| 5  | Ott Tänak / Martin Järveoja          | 21     |
| 6  | Markku Alén / Ilkka Kivimäki         | 19     |
| 7  | Jari-Matti Latvala / Miikka Anttila  | 18     |
| 8  | Colin McRae / Nicky Grist            | 17     |
| 9  | Didier Auriol / Bernard Occelli      | 16     |
| 9  | Miki Biasion / Tiziano Siviero       | 16     |
| 11 | Mikko Hirvonen / Jarmo Lehtinen      | 15     |
| 11 | Hannu Mikkola / Arne Hertz           | 15     |
| 11 | Kalle Rovanperä / Jonne Halttunen    | 15     |
| 14 | Juha Kankkunen / Juha Piironen       | 14     |
| 15 | Tommi Mäkinen / Risto Mannisenmäki   | 13     |
| 15 | Thierry Neuville / Nicolas Gilsoul   | 13     |
| 15 | Walter Röhrl / Christian Geistdorfer | 13     |
| 15 | Petter Solberg / Phil Mills          | 13     |
| 15 | Björn Waldegård / Hans Torszelius    | 13     |
| 20 | Richard Burns / Robert Reid          | 10     |
| 20 | Tommi Mäkinen / Seppo Harjanne       | 10     |
| 20 | Timo Salonen / Seppo Harjanne        | 10     |

### Podi conquistati
| #  | Equipaggio                           | Totale |
| -- | ------------------------------------ | ------ |
| 1  | Sébastien Loeb / Daniel Elena        | 119    |
| 2  | Sébastien Ogier / Julien Ingrassia   | 91     |
| 3  | Carlos Sainz / Luis Moya             | 83     |
| 4  | Mikko Hirvonen / Jarmo Lehtinen      | 69     |
| 5  | Jari-Matti Latvala / Miikka Anttila  | 67     |
| 6  | Marcus Grönholm / Timo Rautiainen    | 61     |
| 7  | Markku Alén / Ilkka Kivimäki         | 54     |
| 8  | Ott Tänak / Martin Järveoja          | 48     |
| 9  | Thierry Neuville / Nicolas Gilsoul   | 43     |
| 10 | Petter Solberg / Phil Mills          | 40     |
| 11 | Miki Biasion / Tiziano Siviero       | 39     |
| 11 | Hannu Mikkola / Arne Hertz           | 39     |
| 13 | Juha Kankkunen / Juha Piironen       | 37     |
| 14 | Didier Auriol / Bernard Occelli      | 34     |
| 14 | Richard Burns / Robert Reid          | 34     |
| 16 | Dani Sordo / Marc Martí              | 32     |
| 17 | Walter Röhrl / Christian Geistdorfer | 30     |
| 17 | Elfyn Evans / Scott Martin           | 30     |
| 19 | Björn Waldegård / Hans Torszelius    | 29     |
| 20 | Colin McRae / Nicky Grist            | 27     |

### Gare disputate
| #  | Equipaggio                           | Totale |
| -- | ------------------------------------ | ------ |
| 1  | Jari-Matti Latvala / Miikka Anttila  | 205    |
| 2  | Sébastien Loeb / Daniel Elena        | 180    |
| 3  | Sébastien Ogier / Julien Ingrassia   | 168    |
| 4  | Mikko Hirvonen / Jarmo Lehtinen      | 161    |
| 4  | Carlos Sainz / Luis Moya             | 161    |
| 6  | Petter Solberg / Phil Mills          | 153    |
| 7  | Marcus Grönholm / Timo Rautiainen    | 145    |
| 8  | Markku Alén / Ilkka Kivimäki         | 125    |
| 9  | Dani Sordo / Marc Martí              | 115    |
| 10 | Thierry Neuville / Nicolas Gilsoul   | 111    |
| 11 | Richard Burns / Robert Reid          | 103    |
| 12 | Ott Tänak / Martin Järveoja          | 95     |
| 13 | Kenneth Eriksson / Staffan Parmander | 92     |
| 13 | Harri Rovanperä / Risto Pietiläinen  | 92     |
| 15 | Martin Prokop / Jan Tománek          | 90     |
| 15 | Esapekka Lappi / Janne Ferm          | 90     |
| 17 | Freddy Loix / Sven Smeets            | 86     |
| 18 | Colin McRae / Nicky Grist            | 84     |
| 18 | Hannu Mikkola / Arne Hertz           | 84     |
| 20 | Didier Auriol / Denis Giraudet       | 82     |